# Ospriocerus
Ospriocerus is een vliegengeslacht uit de familie van de roofvliegen (Asilidae).

## Soorten
- O. aeacidinus (Williston, 1886)
- O. aeacus (Wiedemann, 1828)
- O. alamoensis Martin, 1968
- O. arizonensis (Bromley, 1937)
- O. brevis Martin, 1968
- O. diversus Williston, 1901
- O. ebyi (Bromley, 1937)
- O. evansi Martin, 1968
- O. galadae Martin, 1968
- O. latipennis (Loew, 1866)
- O. longulus (Loew, 1866)
- O. minos Osten-Sacken, 1887
- O. nitens (Coquillett, 1904)
- O. painterorum Martin, 1968
- O. parksi Bromley, 1934

- O. pumilus (Coquillett, 1904)
- O. rhadamanthus Loew, 1866
- O. sinaloensis Martin, 1968
- O. tenebrosus (Coquillett, 1904)
- O. tequilae Martin, 1968
- O. tinkhami (Bromley, 1951)
- O. vallensis Martin, 1968
- O. villus Martin, 1968
- O. youngi Martin, 1968